# Jean-Raymond Legrand
Pour les articles homonymes, voir Legrand.
Jean-Raymond Legrand est un dirigeant sportif français. Il est né le 22 février 1957 à Valenciennes (Nord). Président de Valenciennes FC de 2011 à 2014. 

## Biographie
Chef d'entreprise, dont les activités concernent essentiellement la boulangerie, Jean-Raymond Legrand a été de 2011 à 2014 le président du Valenciennes Football Club. Il succéda à Francis Decourrière, comme président du club hennuyer, après avoir été élu à l'unanimité par le Conseil d'administration de la SASP, le 28 juillet 2011. Après de gros problèmes de gestion, il se voit contraint de céder ses parts, dans un premier temps à Jean-Louis Borloo puis Eddy Zdziech.